# Cultura del Xiajiadian superior
La cultura del Xiajiadian superior (en chino tradicional, 夏家店上層文化; en chino simplificado, 夏家店上层文化; pinyin, Xià jiā diàn shàngcéng wénhuà: 夏家店上层文化; chino tradicional: 夏家店上層文化}}, pinyin: Xià jiā diàn shàngcéng wénhuà) (c. 1000-600 a. C.) El sitio contiene varios niveles arqueológicos, el nivel más bajo (2000-1500 a. C.) y nivel superior (3000-1000 a. C.), que deriva de la tradición del bronce de la estepa Eurasiática y la cultura de Andronovo.  fue una cultura arqueológica de la Edad del Bronce surgida en el noroeste de China, derivada de la tradición del bronce de la estepa euroasiática.
La cultura del Xiajiadian superior descubierta principalmente en el sureste de Mongolia Interior, Hebei septentrional y Liaoning occidental, era ligeramente más desarrollada que la del Xiajiadian inferior. Se extendía al norte del río Xilamulun. En comparación con la cultura Xiajiadian inferior, los niveles de población eran inferiores, menos densos y más extendidos. La cultura se basaba esencialmente en la agricultura, pero también tenía un componente pecuario, con un estilo de vida nómada. La estructura social cambió de ser una sociedad acéfala o tribal a una sociedad más orientada al cacicazgo. El área arqueológica tipo está representada por la cultura del Xiajiadian inferior, cuyo sitio arqueológico epónimo, donde se desarrolló, está en Chifeng, Mongolia Interior.
La cultura del Xiajiadian superior produjo artefactos cerámicos inferiores comparados con la cerámica del Xiajiadian inferior. La cerámica del Xiajiadian superior es rugosa, decorada y cocida a baja temperatura. Aunque esto fue compensado por sus artefactos de bronce, hueso y piedra. La cultura se conoce por sus objetos de bronce: cascos, hachas, cinceles, puntas de flecha, cuchillos y dagas. Los bronces del Xiajiadian superior se decoraban con animales y motivos naturales, que sugieren posibles afinidades con los escitas e indican que mantuvieron contacto cultural e intercambio comercial con ellos a través de las estepas eurasiáticas. Los vasos de bronce locales eran mucho más pequeños que los recipientes de este metal de la dinastía Zhou. Al final de este período, ornamentos, utensilios, vasos rituales y gēs (hachas dagas) de estilo Zhou del oeste y vasos de bronce se encontraron en las grandes tumbas de los yacimientos arqueológicos de la cultura del Xiajiadian superior. En un caso, los vasos de bronce pertenecían a la familia gobernante del Estado de Xu y fueron descubiertos en una tumba de la cultura del Xiajiadian superior en Xiaoheishigou (小黑石沟), atestiguado por las inscripciones en uno de los vasos.
La cultura del Xiajiadian superior muestra evidencias de un cambio drástico en su estilo de vida comparada con el de la cultura Xiajiadian inferior. La del Xiajiadian superior se caracteriza por un menor énfasis en las estructuras permanentes, prefiriendo reocupar las estructuras arquitectónicas preexistentes del Xiajiadian inferior, o reutilizar las piedras del Xiajiadian inferior para sus construcciones. 
Los caballos fueron de gran importancia en esta cultura, como lo demuestran los restos de caballos, arreos y equipos de equitación encontrados en las áreas arqueológicas del Xiajiadian superior. La cultura evolucionó hacia una organización social centralizada; sin embargo, no existe ninguna evidencia de que se construyeran obras públicas de cierta entidad. Basada inicialmente en la cría del cerdo, fueron el ovino y caprino los que predominaron como fuente proteica en la alimentación. Las tumbas de la élite contienen ofrendas funerarias suntuosas y más numerosas que las de las élites de la Xiajiadian inferior. Los enterramientos del Xiajiadian superior están señalados normalmente por cairns y túmulos.